# Sorindeia gossweileri
Sorindeia gossweileri là một loài thực vật có hoa trong họ Đào lộn hột. Loài này được Exell miêu tả khoa học đầu tiên năm 1932.